# Masato Tomobe
Masato Tomobe (en japonais 友部正人) est un chanteur japonais ainsi qu'un poète. Il commença à écrire des chansons après avoir entendu la chanson Like a Rolling Stone de Bob Dylan. Il a collaboré avec Sakamoto Ryuichi, et ensemble ils ont enregistré A Gossipy Crow, parmi d'autres chansons.
Il fut un ami de Dave Van Ronk et ensemble ils enregistrèrent Candyman,une chanson du Reverend Gary Davis.
Il s'essaya également à différents genres, de la lecture de poèmes au Talking blues.
Sa chanson la plus récente[Quand ?] est Speak Japanese, American. Il l'écrivit après que quelqu'un lui fit la remarque, lors de sa première visite aux États-Unis, qu'il ne parlait pas américain mais anglais.
La traduction en anglais des paroles de ses chansons est disponible sur son site personnel